# Fausto Pizzi
Pour les articles homonymes, voir Pizzi.
Fausto Pizzi, né le 21 juillet 1967 à Rho (Italie), est un footballeur Italien, qui évoluait au poste de milieu de terrain. 
Au cours de sa carrière il évolue à l'Inter Milan, à Centese, à Vicence, à Parme, à Udinese, à Naples, à Pérouse, au Genoa, à la Cremonese, à Trévise, à Cittadella, à la Reggiana, à Saint-Marin et à Forlì.

## Carrière

### Joueur
- 1985-1986 :  Inter Milan
- → 1986-1987 :  AC Centese
- → 1987-1989 :  Lanerossi Vicence
- → 1989-1990 :  Parme AC
- 1990-1992 :  Inter Milan
- 1992-1993 :  Parme AC
- 1993-1965 :  Udinese Calcio
- 1995-1996 :  SSC Naples
- 1996-1997 :  AC Pérouse
- 1997-1998 :  Genoa 1893
- 1998-1999 :  US Cremonese
- 1999-2001 :  Trévise FBC 1993
- 2001-2002 :  AS Cittadella
- 2002-2003 :  AC Reggiana
- 2003-2004 :  Saint-Marin
- 2004-2005 :  AC Forlì
- 2005-2006 :  ASD Terme Monticelli

## Palmarès

### Avec l'Inter Milan
- Vainqueur de la coupe de l'UEFA en 1991

### Avec Parme
- Vainqueur de la Coupe des coupes en 1993